# Raritans
Pour les articles homonymes, voir Raritan.
Raritan est un des clans de la tribu amérindienne des Lenapes qui colonisèrent les terres correspondant à l'actuel Staten Island et au nord du New Jersey. 
Leur nom fut donnée à la Raritan Bay et au fleuve Raritan.